# La Portellada
La Portellada es un municipio y localidad española de la provincia de Teruel, en la comunidad autónoma de Aragón. El término municipal, ubicado en la comarca de Matarraña, tiene una 241 habitantes (INE 2024).

## Geografía
El municipio tiene un área de 21,37 km². La variedad de habla local es una de las variantes del idioma catalán, ya que la población forma parte de la llamada Franja de Aragón.
Las localidades limítrofes son La Fresneda, Ráfales, Fórnoles y Valderrobres. En La Portellada, los veranos son cortos, calurosos y mayormente despejados; los inviernos son largos, muy frío, ventosos y parcialmente nublados y está seco durante todo el año. Durante el transcurso del año, la temperatura generalmente varía de -0 °C a 30 °C y rara vez baja a menos de -5 °C o sube a más de 33 °C.

## Historia
Parece ser que este pueblo en su origen eran dos Masías. Su historia va unida a la de La Fresneda hasta que el 27 de octubre de 1783 se firmó, en Calanda, una concordia entre los vecinos de La Fresneda y los del barrio de La Portellada, cuyo texto se conserva, documento que dio lugar a la aceptación y sanción de Carlos III, mediante una carta real fechada el 18 de noviembre de 1784, firmada en San Lorenzo del Real, en cuyo texto se reconocía la independencia política y administrativa de la que pasó, desde entonces, a ser villa, a costa de una contribución monetaria por familia de 7400 maravedíes, para sufragar el montante de 738 750. Tenía entonces el núcleo 500 habitantes, reducidos a esta fecha a poco más de 250.
A mediados del siglo XIX, el lugar tenía contabilizada una población de 802 habitantes. Aparece descrito en el decimotercer volumen del Diccionario geográfico-estadístico-histórico de España y sus posesiones de Ultramar de Pascual Madoz de la siguiente manera:

PORTELLADA ó PORTILLADA (la): v. con. ayunt. en la prov. de Teruel (23 horas), part. jud. de Valderrobles (2), dióc. y aud. terr. de Zaragoza (18 1/2 leg.), y c. g. de Aragon. sit. en una hondonada cerrada de montes de bastante elevacion, siendo combatida especialmente por el N.: el clima es sano y no se conocen otras enfermedades especiales que alguna aplopegia. Se compone de 132 casas distribuidas en 2 barrios llamados Mas de Arriba y de Abajo; hay casa de ayunt. y cárcel, sit. en el edificio que se llama Casa de la Cofradía; escuela de instruccion primaria concurrida por 40 niños y una enseñanza de niñas, á la que asisten 30, cuyos establecimientos y sus maestros se costean de los fondos del comun; en la plaza del barrio bajo, una fuente para el consumo de toda la pobl.; una igl. parr. que antes dependia del curato de la Fresneda, dedicada á San Cosme y San Damian; cuyo párroco es de categoría de los de entrada y provision ordinaria; y por último un cementerio próximo a la igl. que en nada perjudica á la salud pública. Confina el térm. por el N. con el de la Fresneda; E. Valderrobles; S. Fuente-espalda, y O. Fornoles. Cruza por él, el r. llamado Tastabins, cuyas aguas no se aprovecban en beneficio de las tierras. Encuéntranse por el térm. diferentes manantiales de escelentes aguas. El terreno participa de llano y monte, siendo en general bastante productivo; hay varios montes poblados de pinos y monte bajo. Los caminos conducen á los pueblos circunvecinos, siendo todos de herradura. El correo se recibe de Alcañiz dos veces en la semamana. prod.: trigo, cebada, maiz, aceite, judias, patatas y otras hortalizas; hay ganado lanar y cabrio, y caza de conejos, liebres y perdices. ind.: la agrícola, y un molino harinero pobl.: 201 vec., 802 alm. riqueza imp.: 57,875 rs. El presupuesto municipal asciende á 9,099 rs. los cuales se cubren con el producto de propios, y arbitrios y el déficit por reparto vecinal.
(Madoz, 1849, p. 162)

Hasta la reforma de la nomenclatura municipal de 1916 el municipio se llamaba La Portellada ó Portillada. En dicha fecha su nombre fue modificado por el de La Portellada.
Hoy en día el pueblo sigue estando dividido en dos áreas o barrios: "Mas de Dalt" (más de arriba) y "Mas de Baix" (más de abajo), rememorando sus orígenes.

## Demografía
La Portellada cuenta con una población de 241 habitantes (INE 2024).
| Gráfica de evolución demográfica de La Portellada entre 1842 y 2021 |
| |
| Población de derecho según los censos de población del INE Población de hecho según los censos de población del INEEn estos censos se denominaba Portellada o La Portellada: 1860, 1877, 1897, 1900 y 1910 |

## Economía
- Agricultura
  - El olivo: El aceite de oliva es una de las principales fuentes de ingresos de esta población, dicho aceite pertenece a la Denominación de Origen del Bajo Aragón.
  - El almendro: Las almendras también son otra de las fuentes de ingresos de los vecinos de este pueblo.
  - El cereal
- Ganadería
  - Porcina (en todas sus variedades engorde y cría)
  - Ovina y caprina
  - Conejos
  - Aves

## Administración y política
La actual alcaldesa es Gloria Victoria Serrat Gracia (PP).
| Elecciones municipales del 28 de mayo de 2023 |       |         |            |
| Partido                                       | Votos | %       | Concejales |
| Partido Popular                               | 78    | 48,45 % | 3          |
| Partido Socialista Obrero Español             | 67    | 41,61 % | 2          |
| Portillenses                                  | 30    | 18,63 % | 0          |
| CHA                                           | 18    | 11,18 % | 0          |
| A. Existe                                     | 14    | 8,70 %  | 0          |

| Período   | Alcalde                       | Partido |  |
| --------- | ----------------------------- | ------- |  |
| 1979-1983 | Benjamín Arnau Nicolau        | AP      |  |
| 1983-1987 |                               |         |  |
| 1987-1991 | Julián Villoro Villoro        | AP      |  |
| 1991-1995 | Luis Agud Cardona             |         |  |
| 1995-1999 | Luis Agud Cardona             |         |  |
| 1999-2003 |                               |         |  |
| 2003-2007 |                               |         |  |
| 2007-2011 |                               |         |  |
| 2011-2015 | Cosme Ramón Bosque Bondía     | PAR     |  |
| 2015-2019 |                               |         |  |
| 2019-2023 |                               |         |  |
| 2023-     | Gloria Victoria Serrat Gracia |         |  |

| Partido político    | Partido político                                   | 2003   | 2007   | 2011   | 2015   | 2019   | 2023   |
| Partido político    | Partido político                                   | Ediles | Ediles | Ediles | Ediles | Ediles | Ediles |
|                     | Partido Aragonés (PAR)                             | 3      | 3      | 6      | 4      | —      | —      |
|                     | Partido Popular de Aragón (PP)                     | 4      | 3      | —      | 1      | —      | 3      |
|                     | Partido de los Socialistas de Aragón (PSOE-Aragón) | 0      | 1      | 1      | 0      | —      | 2      |
|                     | Chunta Aragonesista (CHA)                          | —      | —      | —      | 0      | —      | —      |
| Total de concejales | Total de concejales                                | 7      | 7      | 7      | 5      | 5      | 5      |

## Patrimonio
En lo artístico, conserva el ayuntamiento del siglo XVI, monumento nacional, antiguo palacio de la cofradía de los patronos, la severa iglesia de San Cosme y San Damián, cuyo archivo ha llegado hasta nosotros, aunque no en La Portellada, de fines del seiscientos. Asimismo conserva el escudo original de La Fresneda, y el nuevo de La Portellada, y una ermita dedicada a San Miguel en lo alto de un cerro desde el que se divisa todo el pueblo y gran parte del término municipal, llegando a verse hasta las montañas de Calaceite y Horta de San Juan, localidad esta última de Tarragona.

### Monumentos religiosos

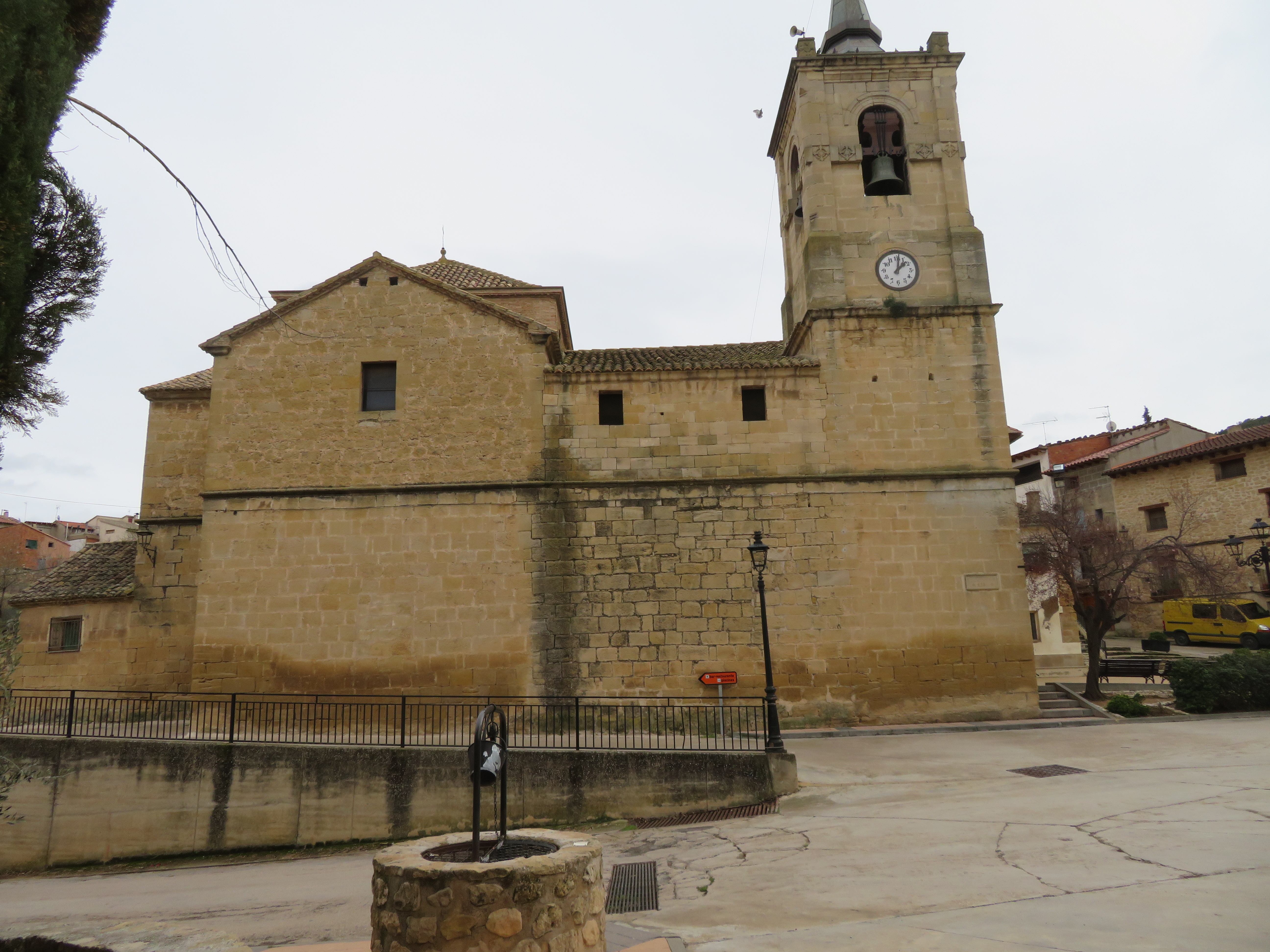
Iglesia parroquial de San Cosme y San Damián

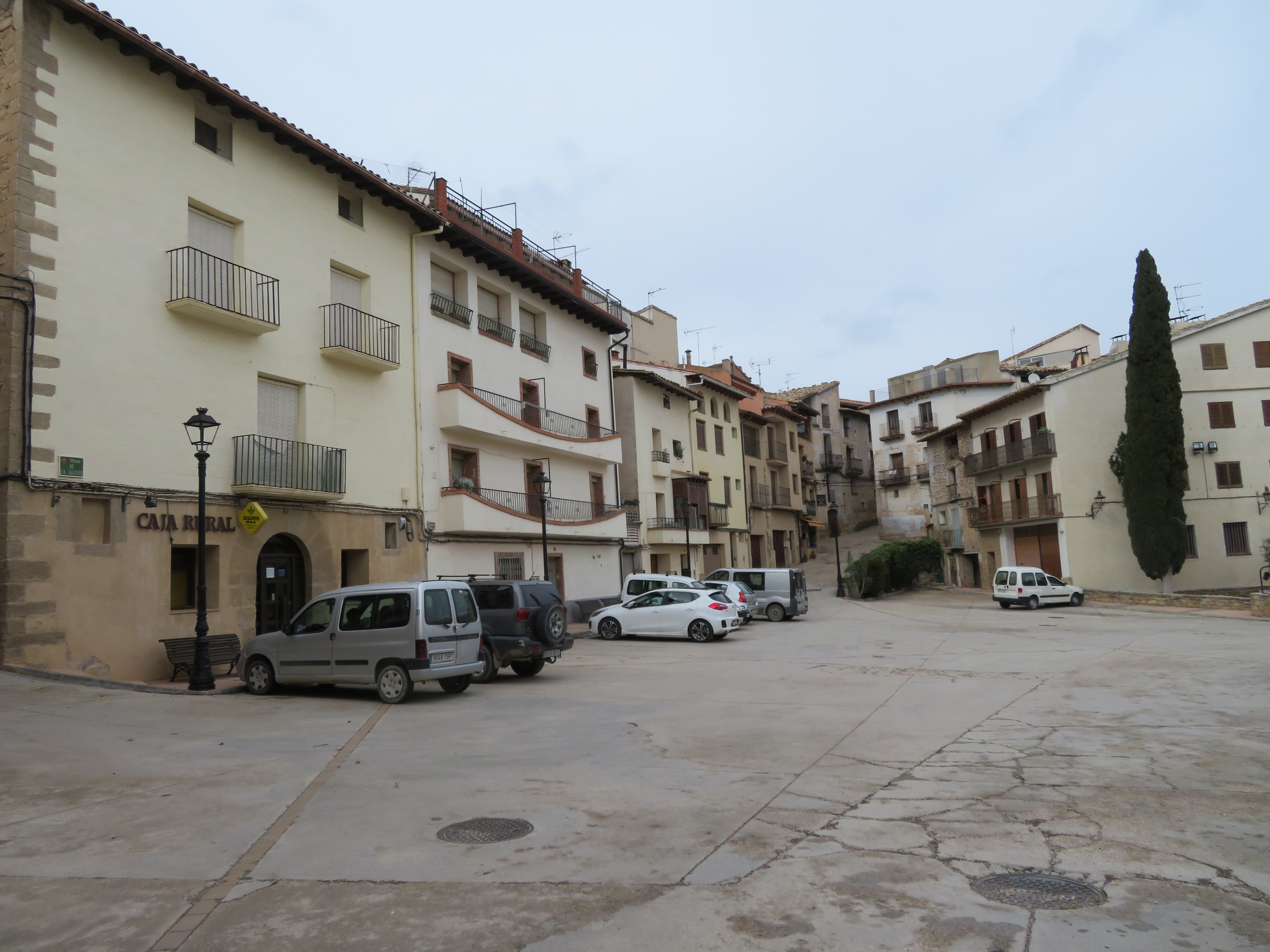
Plaza de la localidad

- Iglesia parroquial de San Cosme y San Damián. Se sitúa en medio de los dos barrios que forman su entramado urbano. Representa así, simbólicamente y urbanisticamente, el punto de unión entre la Masía de Arriba, un barrio, y la Masía de Abajo, el otro. Fue construida en el siglo XVII, cuando La Portellada era un barrio de La Fresneda. Por este motivo, el escudo que se colocó en el templo al finalizar la obra (en 1679) era el de La Fresneda. En la actualidad, el escudo que preside la iglesia es el de La Portellada, que se puso en sustitución del primero en 1960 durante las obras de restauración del edificio. En la guerra civil (1936-1939), se utilizó la iglesia como almacén agrícola de las colectividades de la revolución anarcosindicalista. Años después, en la celebración del 200 aniversario de la independencia de la villa, se restituyó el escudo de La Fresneda, esta vez a un lado de la portada. Es una construcción de mampostería y sillería que consta de tres naves de tres tramos y un crucero con cúpula sobre pechinas. En el perfil de la población, destaca el curioso chapitel que corona la torre, es una reproducción en cobre del original de zinc. En el intradós de la cúpula se conservan pinturas de 1758 de Nuestra Señora y los Apóstoles. En cambio, los retablos originales y buena parte de la decoración interior se destruyeron durante la última guerra civil. Dado que la iglesia es el centro neurálgico de la población, en esta plaza tienen lugar muchos de los actos festivos.
- Ermita de San Miguel (zona recreativa)
- Pilón de San Pedro Mártir
- Virgen del Portillo

### Arquitectura industrial
- Antiguo Molino del Salto, conocido como "Molí del Sal".

### Arquitectura civil
- Ayuntamiento
- Fuentes
  - "Fon del Mas de Dal" o Fuente de la Masía de Arriba.
  - "Fon de l'Artigás" o Fuente del Artigás.
  - "Fon del Parat" o Fuente del Prado (Esta fue una de las últimas fuentes donde los vecinos iban a recoger agua).
  - "Fon de la Micolaba" o Fuente de la Micolaba.
  - Fuente de la Tejería.
  - "Obelló de Carlos".
  - "Fon de la Canaleta" o Fuente de la Canaleta.
  - "Obelló de la Torre Bayod".
- Cuevas
  - Cueva de San Antonio.
  - Cueva de la Micolaba.
  - Cueva de la Macarrona.

## Accidentes geográficos
- "Lo Salt" (El Salto)

Un paraje que no se puede perder el visitante, el río Tastavins, que en uno de sus accidentes geográficos nos ofrece esta cascada de agua de unos 20 metros de altura.

### Otros
- "Pi de Gavella" o Pino de Gavella.
- "Torreta de Ferro" o Torreta del Hierro.

## Cultura
- Los vecinos de este pueblo tienen muchas asociaciones para sus diversos actos, así nos podemos encontrar:
  - Banda de Música San Antón
  - Charanga Sempre Sona Be
  - Grupo de Correfocs
  - Asociación de mujeres/Amas de casa
  - Comisión de fiestas
  - Asociación de Santa Águeda
  - Asociación de cultura "El Portillo de la Amistad"
  - Asociación de San Miguel
  - Asociación de pensionistas
  - Grupo de teatro "Tramoiants"
- Costumbres
  - Los Lunes de Pascua se suele ir a comer al Salto por cuadrillas de amigos

## Fiestas y ferias
- Mayores
  - Fiestas en honor a San Cosme y San Damián (patronos) el 27 de septiembre y a San Miguel el 29 de septiembre
- Menores
  - San Antón el 17 de enero
  - Santa Águeda el 5 de febrero
  - San Pedro Mártir el 29 de abril
  - Primera Pascua (Lunes de Pascua)
  - Segunda Pascua
  - Año nuevo el 1 de enero:
    - Se hace la tradicional oferta donde los vecinos de La Portellada dan comida salada y dulce y se hace una puja en el centro cultural con dichos productos, la recaudación se dona a la iglesia
    - Plega del aginaldo, los niños van a recoger dulces a las casas de los vecinos.
- Feria 
  - De Horticultura y Floricultura - El 1 de mayo

## Ocio
Los vecinos del pueblo son muy activos y siempre están organizando diferentes actividades:
- Talleres
- Una semana cultural
- La Castañada
- Cursos de informática y taichí.

## Productos típicos

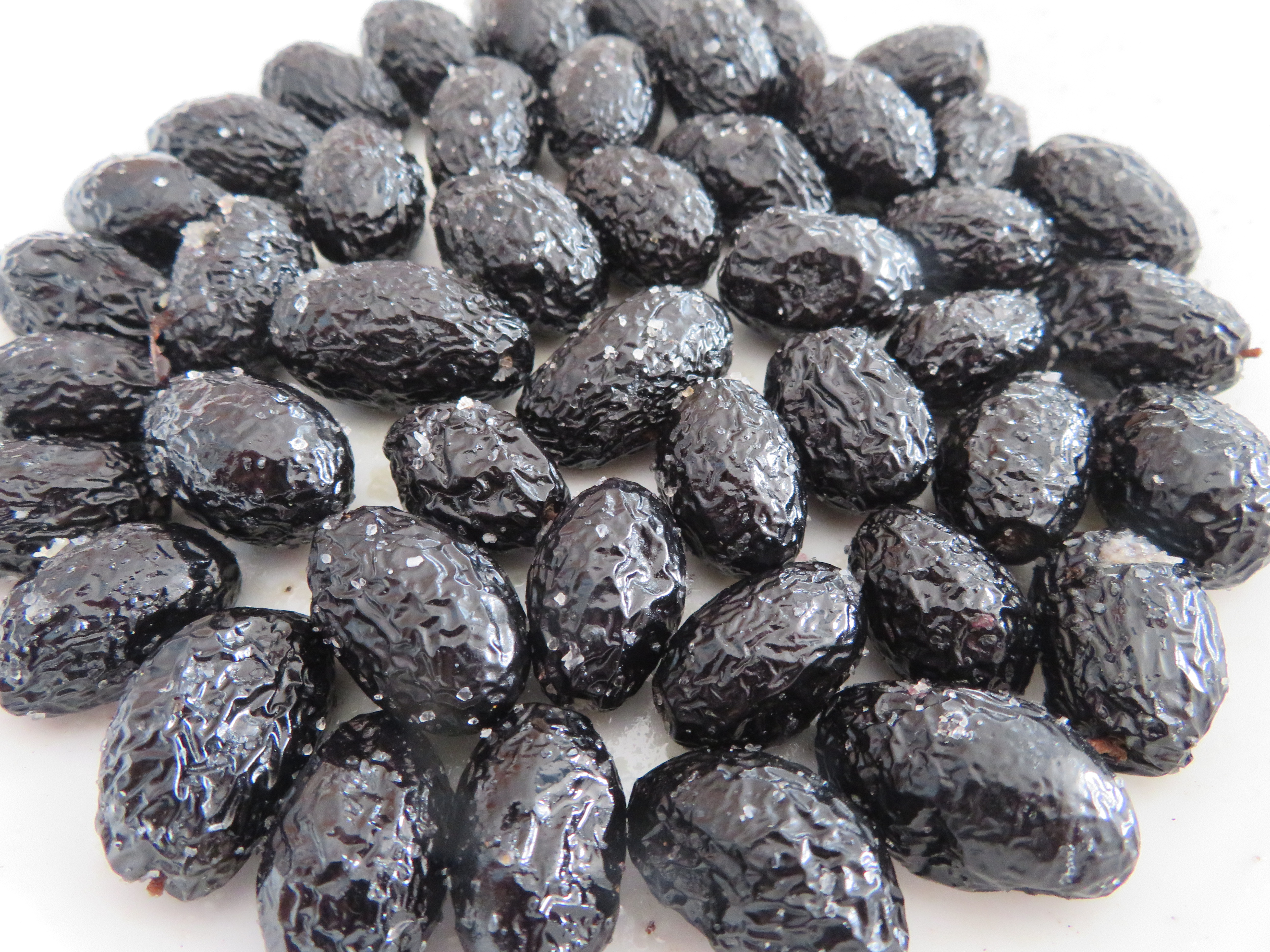
Olivas negras arrugadas del montón.

- Olivas negras arrugadas del montón.Aceite de oliva de La Portellada (D.O. Aceite del Bajo Aragón)
- El jamón (D.O. Jamón de Teruel)
- Olivas
- Casquetas
- Almendrados
- "Rosca de tallaes" (Torta con trozos de carne de adobo), típica de Semana Santa

## Servicios
- Panadería
- Carnicería
- Tienda de alimentación
- Bar centro cultural
- Cooperativa
- Gasolinera (sólo para socios)
- Caja Rural de Teruel